# ダルウィン・ヌニェス
ダルウィン・ヌニェス（Darwin Núñez, 1999年6月24日 - ）は、ウルグアイ・アルティガス出身のプロサッカー選手。サウジ・プロフェッショナルリーグ・アル・ヒラル所属。ウルグアイ代表。ポジションはフォワード。

## 経歴

### クラブ

#### ペニャロール
2013年にペニャロールに入団。一旦退団するも翌年再入団。ユース時代から怪我に悩まされていたものの、克服して2017年シーズンにトップチームに昇格。11月22日のリーベル・プレート戦でプロデビュー。しかし、デビューして間もなく膝の負傷を負い、半年間の離脱を余儀なくされたものの、2018年10月13日のフェニックス戦でプロ初ゴールを挙げ、2019年7月14日のボストン・リーベル戦では、初のハットトリックを達成した。

#### アルメリア
2019年8月29日、5年契約でスペインのアルメリアに移籍。
セグンダ・ディビシオンで16ゴールを挙げ、得点ランク4位となった。

#### ベンフィカ
2020年9月4日、5年契約でポルトガルのベンフィカに移籍。2,400万ユーロの移籍金を支払い、契約解除金を1億5,000万ユーロに設定した。また、将来移籍した場合、アルメリアに移籍金の20 %を支払うことも契約に含まれている。2021-22シーズンは26ゴールでリーグ得点王に輝くなど、シーズントータルでは34ゴールを記録した。

#### リヴァプール
2022年6月13日、イングランドのリヴァプールに移籍。移籍金はボーナスを含めると最大で1億ユーロとされる。初先発となったクリスタル・パレス戦では、相手選手に頭突きをし退場処分となり、批判を受けた。レンジャーズ戦後のインタビューでは、クロップ監督と言語の問題で適応に苦しんでいると告白している。11月12日、第16節のサウサンプトン戦では2得点の活躍を見せ、10試合で7得点と徐々にフィットすると、第26節のマンチェスター・ユナイテッド戦では2ゴールを挙げて7-0で勝利した。
2023年8月28日、アウェイのニューカッスル戦では、味方選手の退場により1人少ない状況で77分から途中出場すると、81分に同点弾を、93分に勝ち越し弾を挙げてチームを逆転勝利に導いた。

#### アル・ヒラル
2025年8月9日、アル・ヒラル移籍が決定。

### 代表
2019年にチリで開催された南米ユース選手権にU-20のウルグアイ代表として出場し、2019 FIFA U-20ワールドカップの出場権を獲得。同大会では4試合で2ゴールを挙げ、更に9月にはA代表にも招集された。2022年11月10日、カタールW杯に向けたメンバーの1人に選ばれた。
2024年6月、アメリカで開催されるコパ・アメリカのメンバーに選出された。 大会直前の親善試合でメキシコ代表と対戦し、自身初の国際試合でのハットトリックを記録した。

## 個人成績

### クラブ
| 国内大会個人成績 | 国内大会個人成績 | 国内大会個人成績 | 国内大会個人成績 | 国内大会個人成績 | 国内大会個人成績 | 国内大会個人成績 | 国内大会個人成績 | 国内大会個人成績 | 国内大会個人成績 | 国内大会個人成績 | 国内大会個人成績 |
| 年度             | クラブ           | 背番号           | リーグ           | リーグ戦         | リーグ戦         | リーグ杯         | リーグ杯         | オープン杯       | オープン杯       | 期間通算         | 期間通算         |
| 年度             | クラブ           | 背番号           | リーグ           | 出場             | 得点             | 出場             | 得点             | 出場             | 得点             | 出場             | 得点             |
| ウルグアイ       | ウルグアイ       | ウルグアイ       | ウルグアイ       | リーグ戦         | リーグ戦         | リーグ杯         | リーグ杯         | オープン杯       | オープン杯       | 期間通算         | 期間通算         |
| ---------------- | ---------------- | ---------------- | ---------------- | ---------------- | ---------------- | ---------------- | ---------------- | ---------------- | ---------------- | ---------------- | ---------------- |
| 2017             | ペニャロール     | 26               | プリメーラ       | 1                | 0                | -                | -                | -                | -                | 1                | 0                |
| 2018             | ペニャロール     | 26               | プリメーラ       | 10               | 1                | -                | -                | -                | -                | 10               | 1                |
| 2019             | ペニャロール     | 26               | プリメーラ       | 3                | 3                | -                | -                | -                | -                | 3                | 3                |
| スペイン         | スペイン         | スペイン         | スペイン         | リーグ戦         | リーグ戦         | 国王杯           | 国王杯           | オープン杯       | オープン杯       | 期間通算         | 期間通算         |
| 2019-20          | アルメリア       | 21               | セグンダ         | 30               | 16               | 0                | 0                | -                | -                | 30               | 16               |
| ポルトガル       | ポルトガル       | ポルトガル       | ポルトガル       | リーグ戦         | リーグ戦         | リーグ杯         | リーグ杯         | ポルトガル杯     | ポルトガル杯     | 期間通算         | 期間通算         |
| 2020-21          | ベンフィカ       | 9                | プリメイラ       | 29               | 6                | 2                | 0                | 4                | 3                | 35               | 9                |
| 2021-22          | ベンフィカ       | 9                | プリメイラ       | 28               | 26               | 1                | 2                | 2                | 0                | 31               | 28               |
| イングランド     | イングランド     | イングランド     | イングランド     | リーグ戦         | リーグ戦         | FLカップ         | FLカップ         | FAカップ         | FAカップ         | 期間通算         | 期間通算         |
| 2022-23          | リヴァプール     | 27               | プレミアリーグ   | 29               | 9                | 2                | 0                | 2                | 1                | 33               | 10               |
| 2023-24          | リヴァプール     | 9                | プレミアリーグ   | 36               | 11               | 5                | 1                | 3                | 1                | 44               | 13               |
| 2024-25          | リヴァプール     | 9                | プレミアリーグ   | 30               | 5                | 6                | 1                | 2                | 0                | 38               | 6                |
| 通算             | ウルグアイ       | ウルグアイ       | プリメーラ       | 14               | 4                | -                | -                | 0                | 0                | 14               | 4                |
| 通算             | スペイン         | スペイン         | セグンダ         | 30               | 16               | 0                | 0                | -                | -                | 30               | 16               |
| 通算             | ポルトガル       | ポルトガル       | プリメイラ       | 57               | 32               | 3                | 2                | 6                | 3                | 66               | 37               |
| 通算             | イングランド     | イングランド     | プレミアリーグ   | 95               | 25               | 13               | 2                | 7                | 2                | 115              | 29               |
| 総通算           | 総通算           | 総通算           | 総通算           | 196              | 77               | 16               | 4                | 13               | 5                | 225              | 86               |

### 代表
| ウルグアイ代表 | 国際Aマッチ | 国際Aマッチ |
| 年             | 出場        | 得点        |
| -------------- | ----------- | ----------- |
| 2019           | 1           | 1           |
| 2020           | 3           | 1           |
| 2021           | 2           | 0           |
| 2022           | 10          | 1           |
| 2023           | 6           | 5           |
| 2024           | 11          | 5           |
| 2025           | 2           | 0           |
| 通算           | 35          | 13          |

#### ゴール
| #   | 年月日         | 開催地                                                              | 対戦国       | 勝敗 | 試合概要                          |
| --- | -------------- | ------------------------------------------------------------------- | ------------ | ---- | --------------------------------- |
| 1.  | 2019年10月16日 | エスタディオ・ナシオナル（ ペルー）                                 | ペルー       | △1-1 | 親善試合                          |
| 2.  | 2020年11月13日 | エスタディオ・メトロポリターノ・ロベルト・メレンデス（ コロンビア） | コロンビア   | ○3-0 | 2022 FIFAワールドカップ・南米予選 |
| 3.  | 2022年9月27日  | ナールドニー・フトバロヴィー・シュタディオーン（ スロバキア）       | カナダ       | ○2-0 | 親善試合                          |
| 4.  | 2023年10月12日 | エスタディオ・メトロポリターノ・ロベルト・メレンデス（ コロンビア） | コロンビア   | △2-2 | 2026 FIFAワールドカップ・南米予選 |
| 5.  | 2023年10月18日 | エスタディオ・センテナリオ（ ウルグアイ）                           | ブラジル     | ○2-0 | 2026 FIFAワールドカップ・南米予選 |
| 6.  | 2023年11月17日 | ラ・ボンボネーラ（ アルゼンチン）                                   | アルゼンチン | ○2-0 | 2026 FIFAワールドカップ・南米予選 |
| 7.  | 2023年11月22日 | エスタディオ・センテナリオ（ ウルグアイ）                           | ボリビア     | ○3-0 | 2026 FIFAワールドカップ・南米予選 |
| 8.  | 2023年11月22日 | エスタディオ・センテナリオ（ ウルグアイ）                           | ボリビア     | ○3-0 | 2026 FIFAワールドカップ・南米予選 |
| 9.  | 2024年6月6日   | エンパワー・フィールド・アット・マイル・ハイ（ アメリカ合衆国）     | メキシコ     | ○4-0 | 親善試合                          |
| 10. | 2024年6月6日   | エンパワー・フィールド・アット・マイル・ハイ（ アメリカ合衆国）     | メキシコ     | ○4-0 | 親善試合                          |
| 11. | 2024年6月6日   | エンパワー・フィールド・アット・マイル・ハイ（ アメリカ合衆国）     | メキシコ     | ○4-0 | 親善試合                          |
| 12. | 2024年6月24日  | ハードロック・スタジアム（ アメリカ合衆国）                         | パナマ       | ○3-1 | コパ・アメリカ2024・グループC     |
| 13. | 2024年6月28日  | メットライフ・スタジアム（ アメリカ合衆国）                         | ボリビア     | ○5-0 | コパ・アメリカ2024・グループC     |

## タイトル

### クラブ
ペニャロール
- プリメーラ・ディビシオン（2017, 2018）

リヴァプール
- FAコミュニティ・シールド（2022）
- EFLカップ（2023-24）
- プレミアリーグ（2024-25）[19]

### 個人
- プリメイラ・リーガ 得点王（2021-22）[6]
- ポルトガル年間最優秀選手賞（2022）[20]